# Karimnagar
Karimnagar (telugu కరీంనగర్) è una suddivisione dell'India, classificata come municipality, di 203.819 abitanti, capoluogo del distretto di Karimnagar, nello stato federato del Telangana. In base al numero di abitanti la città rientra nella classe I (da 100.000 persone in su).

## Geografia fisica
La città è situata a 18° 25' 60 N e 79° 9' 0 E e ha un'altitudine di 264 m s.l.m..

## Società

### Evoluzione demografica
Al censimento del 2001 la popolazione di Karimnagar assommava a 203.819 persone, delle quali 104.514 maschi e 99.305 femmine. I bambini di età inferiore o uguale ai sei anni assommavano a 24.020, dei quali 12.211 maschi e 11.809 femmine. Infine, coloro che erano in grado di saper almeno leggere e scrivere erano 154.183, dei quali 85.783 maschi e 68.400 femmine.